# Wiszowaci herbu Roch

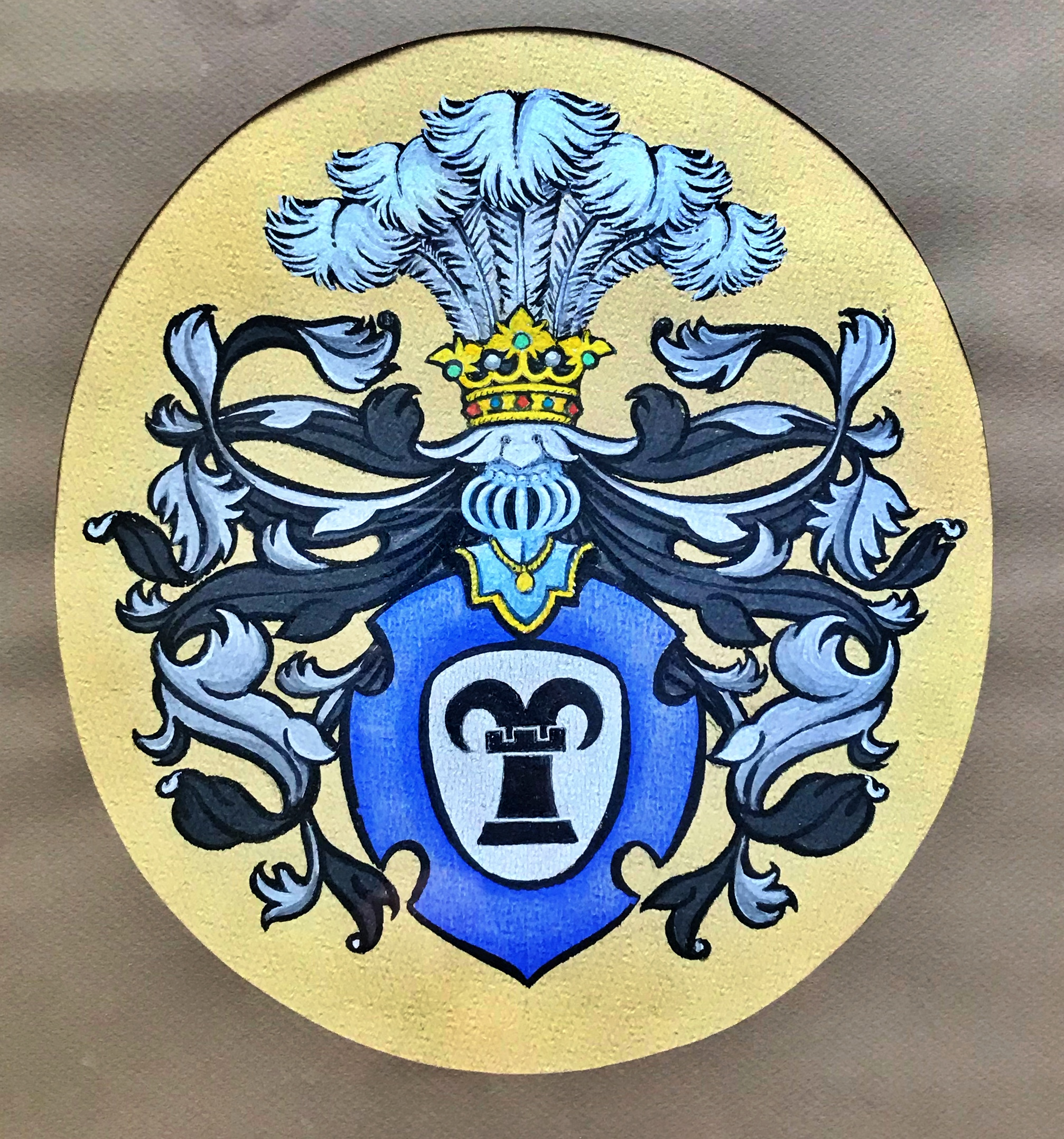
Herb Roch (Pierzchała, Pirzchała)

Wiszowaty (Wyszowaty, Wisowaty, dawn. Wÿszowaty IPA: [vijʃovaty]) – podlaska rodzina szlachecka herbu Roch (Pierzchała, Pirzchała), wywodząca się ze wsi Wyszowate (do lat 50. XX w. "Wiszowate") w dawnej ziemi bielskiej (dzisiaj powiat moniecki, par. Trzcianne).

## Najstarsze zapiski historyczne
Za najstarszą znaną wzmiankę o Wiszowatych z Podlasia, Ignacy Kapica Milewski uznał wpis do ksiąg ziemskich łomżyńskich z 1445 r., w którym występują: Stanisław, Jan, Mroczesław zwany Mroczkiem i Mrosław de Wiszowate. W 1453 r. na rokach sądowych w Drohiczynie rozpatrywano sprawę z udziałem szlachcica Mikołaja Wiszowatego (Nicolaus Vythovyathy). Z 1459 r. pochodzi pierwsza wzmianka o Wiszowatym, który pełni szlachecki urząd: Piotr Wiszowaty pełni urząd sędziego ziemskiego w Goniądzu. Na zjeździe generalnym w Wilnie, 19 października 1529 r. król Zygmunt I wyzwala szlachtę powiatu goniądzkiego "spod jurysdykcji i ucisku Radziwiłłów przywracając tym, którzy wywiedli swoje szlachectwo przywileje i wolności innej szlachty Wielkiego Księstwa Litewskiego służące". Wśród rodów szlacheckich objętych przywilejem królewskim występują Wiszowaci de villa Wiszowate. W XVI w. w księgach ziemskich suraskich regularnie pojawiają się Wiszowaci ze wsi Wiszowate — pierwszy znany zapisek pochodzi z 1544 r. i wymienia: Mateusza syna Dobiesława, Marka i Wawrzyńca synów Jakuba, Andrzeja syna Stanisława oraz Mikołaja syna Jana — piszących się "de Wiszowate". Dnia 14 maja 1569 r. w grodzie bielskim szlachta ziemi bielskiej — wcześniej należącej do Wielkiego Księstwa Litewskiego, a w marcu inkorporowanej do Korony —  składa Koronie przysięgę, co było istotnym elementem burzliwych wydarzeń, które doprowadziły do zawarcia Unii Lubelskiej. 

## Nazwisko
Słowo „wisz” w językach starosłowiańskich oznaczało „sitowie". Teren podmokły, zarośnięty sitowiem do dzisiaj określa się na Mazowszu jako „wiszowaty". Takie może być źródło nazwy rodowych wsi — Wiszowate, czyli "miejsce zarośnięte sitowiem”. Przymiotnikiem „wiszowaty” określano także grube, podobne do zarośli i sitowia siano. Stąd powiedzenie „wiszowate siano”. Przymiotnika „wiszowaty, -ate” używano też w pokrewnych znaczeniach, np. określenie wąsów jako „wiszowate” oznaczało, że są to grube, zwisające wąsiska. Wyraz „zwisać” również pochodzi od wyrazu „wisz”. Nazwisko Wiszowaty może więc być zarówno odprzymiotnikowe jak i odmiejscowe. Używany przez niektórych Wiszowatych dodatek "de Szumki" nawiązuje do dóbr, jakie w posagu wniosła Abrahamowi Wiszowatemu żona Marianna Szumkowska. Pomimo sprzedaży Szumek już za życia Abrahama (II poł. XVI w.), dodatek "de Szumki" lub "z Szumek" był używany przez niektórych członków rodziny jeszcze w XVIII w..  
Na początku lat 90. XX wieku nazwisko Wiszowaty / Wiszowata nosiły w Polsce 1962 pełnoletnie osoby. Najwięcej w dawnym województwie białostockim (493 osoby), łomżyńskim (395 osób) i suwalskim (264 osoby). Ponad połowa współczesnych mieszkańców rodowego gniazda to Wiszowaci. Od wieków w użyciu są przydomki pozwalające odróżnić różne linie rodu oraz osoby noszące to samo imię i nazwisko. Do najstarszych przydomków Wiszowatych należą:  Korpacz, Zubik, Kieleśko (Kieleszko, Czeleszko), Piaseczny, Szczęsny, Walendziak, Wicuś, Ignasiuk, Seweryniuk, Dioniziak, Grzegorczyk, Stefczyk, Zygmunciak.

## Przedstawiciele rodziny
XV w.

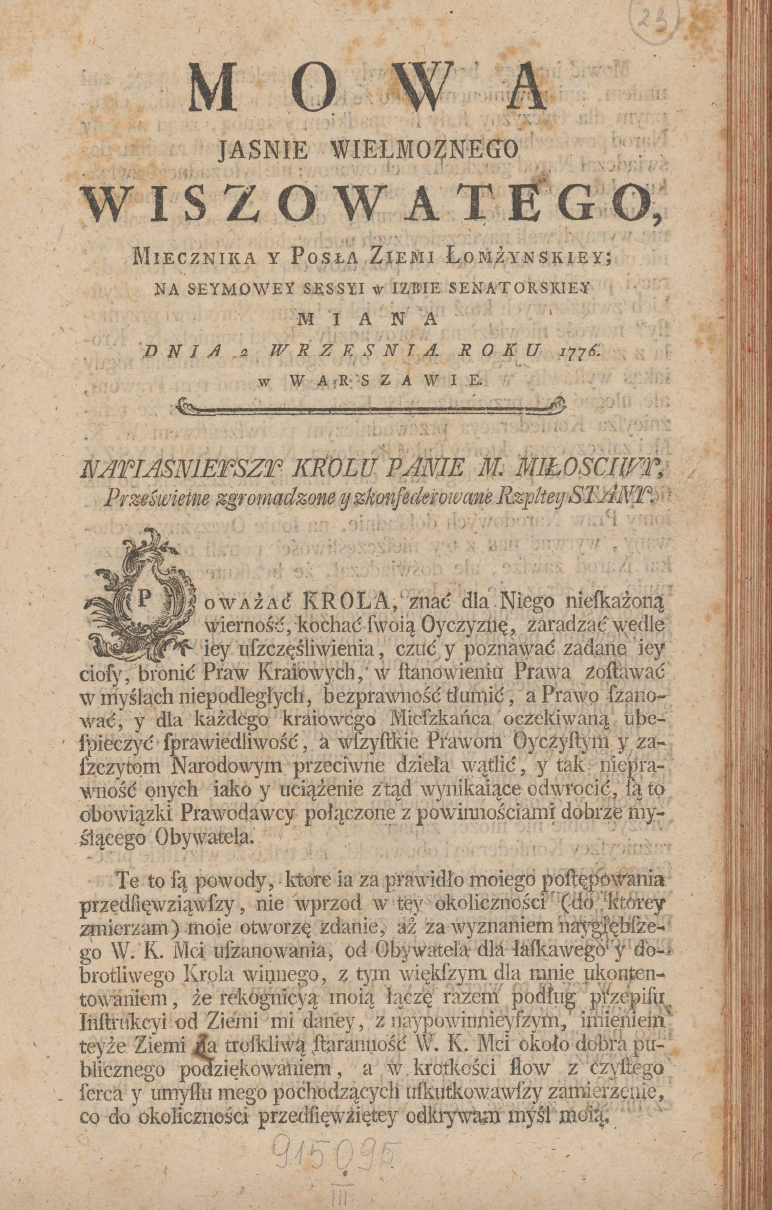
Mowa Jasnie Wielmoznego [Wiktoryna] Wiszowatego, Miecznika y Posła Ziemi Łomżynskiey; Na Seymowey Sessyi w Izbie Senatorskiey Miana Dnia 2 Wrzesnia. Roku 1776. w Warszawie. Strona tytułowa.

- Piotr Wiszowaty — sędzia ziemski w Goniądzu (1459 r.);

XVI w.
- Abraham de Szumki Wiszowaty — komornik graniczny ziemski brański (1569 r.)[1];

XVII w.
- Andrzej Wiszowaty (1608–1678) – filozof i teolog braci polskich, kaznodzieja, pisarz i minister zborów ariańskich;
- Benedykt Wiszowaty (ur. ok. 1650, zm. po 1704) – teolog i pisarz braci polskich, syn Andrzeja;
- Kazimierz Wiszowaty — towarzysz chorągwi husarskiej chorążego koronnego Jana Sobieskiego (1666 r.);
- Krzysztof de Szumki Wiszowaty — towarzysz chorągwi husarskiej koniuszego wielkiego koronnego Aleksandra Michała Lubomirskiego, uczestnik  bitwy pod Beresteczkiem (1651 r.);
- Marcjan Wiszowaty (…–1639) — podstoli podlaski i bielski, pisarz ziemi bielskiej, poseł na Sejm walny w 1628 r., elektor króla Władysława IV;
- Michał Sebastian Wiszowaty — pisarz grodzki lwowski (1656 r.), sędzia grodzki lwowski (1657 r.), podstarości lwowski (1665 r.)[7];
- Tobiasz Wiszowaty — poseł na Sejm walny w 1658 r.; podjął nieskuteczną próbę zablokowania poprzez liberum veto konstytucji o wypędzeniu arian[10];

XVIII w.
- Bonawentura Wiszowaty — profesor filozofii w Kolegium Pijarów w Nowym Dolsku w diecezji łuckiej na Wołyniu (1755 r.)[11], nauczyciel Tadeusza Kościuszki
- Jan Wiszowaty — wojski bracławski (1772 r.)[12]
- Szymon Wiszowaty - ekonom tykociński (1701 r.)
- Wiktoryn Wiszowaty – żupnik i komornik ziemi łomżyńskiej, miecznik łomżyński, wojski większy łomżyński, podstoli łomżyński, poseł na Sejm walny w 1773, 1776 i 1778 r. z ziemi różańskiej

XIX w.
- Antoni i Nikodem Wiszowaci — powstańcy styczniowi, za udział w powstaniu skazani na konfiskatę majątków we wsi Bajki na Podlasiu

XX w.
- Antoni Wiszowaty, pseud. „Korzeń” (1897–1946) – żołnierz Armii Krajowej, kapitan WiN;
- Marcin Michał Wiszowaty (ur. 1976) – prawnik konstytucjonalista, profesor Uniwersytetu Gdańskiego;
- Ryszard Wiszowaty (1891–1971) – rotmistrz 10 Pułku Ułanów Litewskich;
- Wenanty Wiszowaty (1918-1967) — komendant Narodowych Sił Zbrojnych powiatu Maków Mazowiecki

## Inne rody o tym nazwisku
Na Mazowszu, w dawnej ziemi łomżyńskiej (powiat kolneński, gmina Grabowo), leży wieś Wiszowate, gniazdo szlacheckiej rodziny Wiszowatych herbu Awdaniec. Badania genetyczne dowiodły, że obie rodziny Wiszowatych łączy wyłącznie brzmienie nazwiska. Rodziny nie są ze sobą spokrewnione.